# Fenêtre d'Arpette
Ne doit pas être confondu avec Col d'Arpette.
Pour les articles homonymes, voir Arpette.
La Fenêtre d'Arpette est un col de Suisse situé dans le canton du Valais. Il fait communiquer le val de Trient au nord-ouest avec le val d'Arpette à l'est, entre la pointe des Ecandies au sud et le Someceon du Dru et le Génepi au nord, dans le massif du Mont-Blanc. Le passage de ce col aux dimensions très étroites et au profil escarpé, situé à 2 665 mètres d'altitude,  peut représenter un défi pour les randonneurs effectuant le Tour du Mont-Blanc par cette variante en raison du dénivelé cumulé de l'étape, de la pente prononcée au niveau du col et de son altitude élevée.

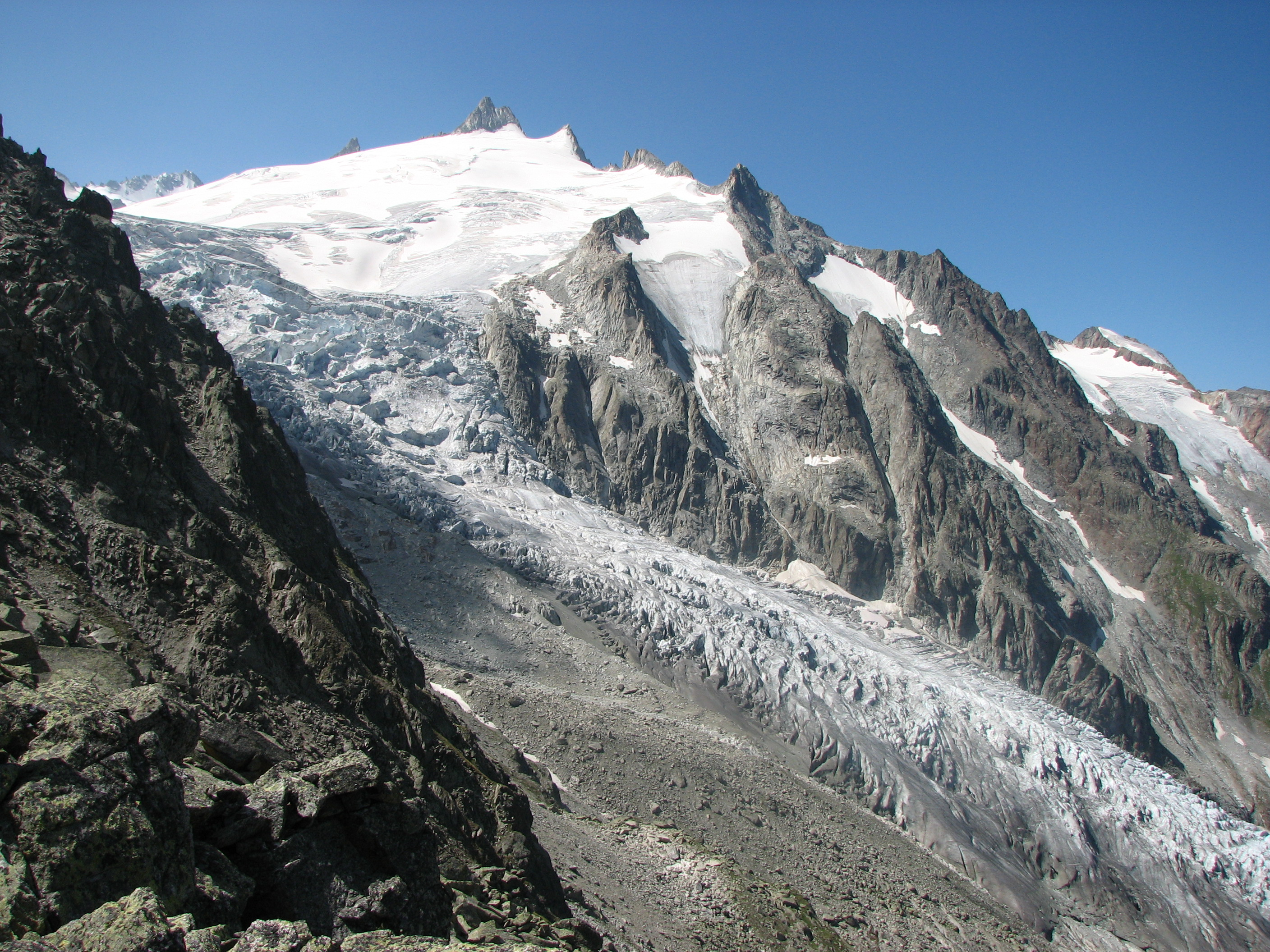
Vue du glacier du Trient depuis la Fenêtre d'Arpette à l'est.

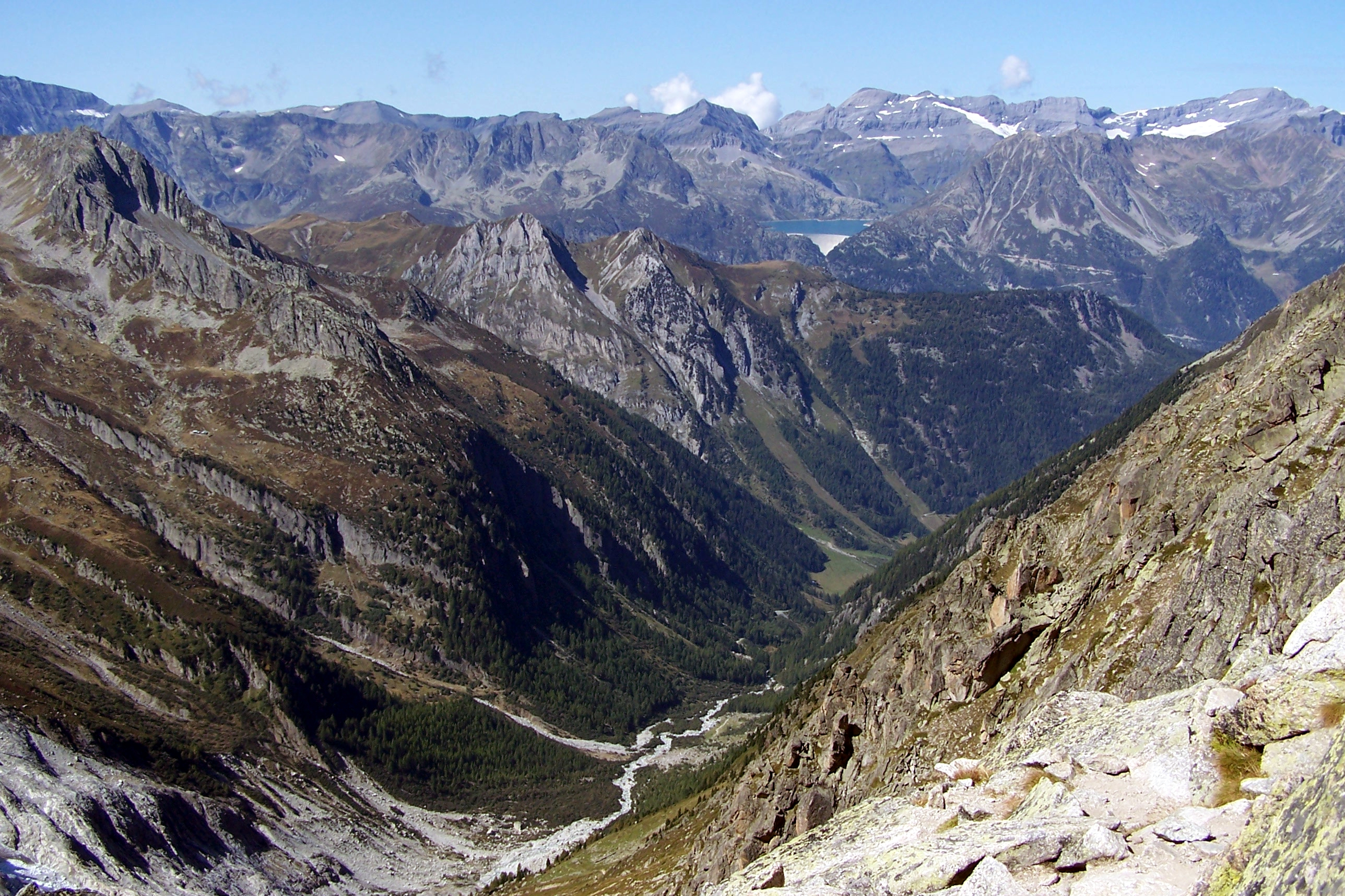
Vue depuis la Fenêtre d'Arpette du val de Trient, du barrage d'Émosson et de sommets du massif du Giffre au nord-ouest.